# Bouddhisme en Malaisie
Le bouddhisme est la deuxième religion la plus pratiquée en Malaisie, après l'islam, avec 19,8 % de la population, combiné avec les religions chinoises cela fait un total de plus de 21,6 % de la population. Le Bouddhisme en Malaisie est principalement pratiqué par les Chinois de Malaisie mais il y a aussi des Malaisiens Siamese (en), Malaisiens Sri-Lankais (en) et Birmans qui pratiquent le Bouddhisme en Malaisie, tout comme Ananda Krishnan (en) et K. Sri Dhammanand (en), ainsi qu'une population importante d'Indiens de Malaisie.

## Histoire

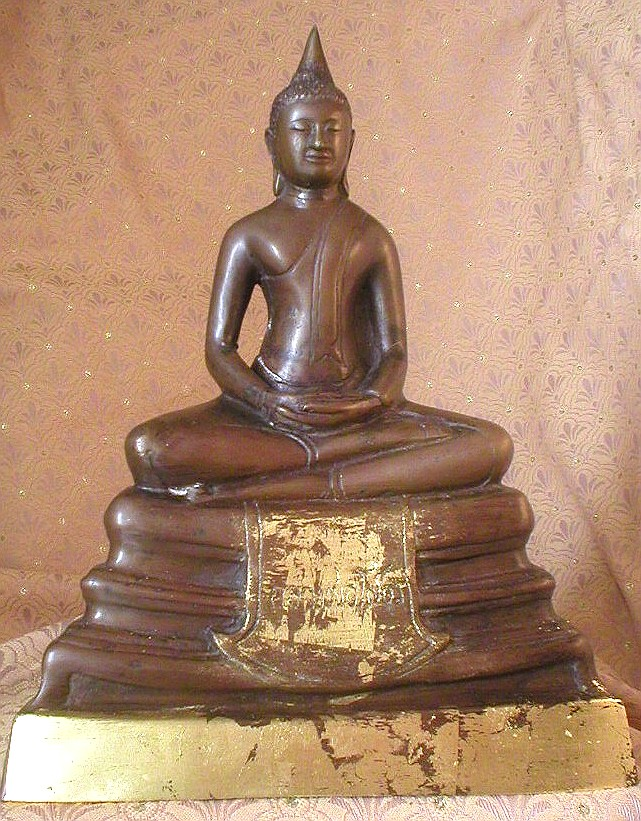
Statuette de Bouddha - 7 novembre 2004.

Le bouddhisme a été introduit par les Indiens dans l'archipel malaisien. Des sources chinoises ont indiqué qu'une trentaine de petits États indiens se sont levés et sont tombés dans la péninsule Malaise. Le bouddhisme a commencé lorsque les commerçants et les prêtres indiens parcourant les routes maritimes ont apporté avec eux les concepts indiens de religion, de gouvernement et d'arts. Pendant de nombreux siècles, les peuples de la région, en particulier les cours royales, ont synthétisé les idées indiennes et indigènes, y compris l'hindouisme et le bouddhisme mahāyāna, qui ont façonné leurs modèles politiques et culturels, mais le royaume malais Kedah (en) a dénoncé la religion indienne après que le roi du Chola du Tamil Nadu les eut attaqués au début du XIe siècle. Le roi de Kedah, Phra Ong Mahawangsa, fut le premier souverain malais à dénoncer la religion indienne traditionnelle; il se convertit à l'Islam, et au 15e siècle, pendant l'âge d'or du Sultanat de Malacca, la majorité des Malais se convertit à l'Islam.

## Situation actuelle
Selon la constitution malaisienne, le groupe ethnique majoritaire, les Malais, est légalement défini comme musulman. Ils constituent 60 % de la population, le reste étant constitué principalement de Chinois, généralement bouddhistes ou chrétiens, et dans une moindre mesure d'Indiens, généralement hindous. Il y a aussi un plus petit nombre d'autres autochtones et d'immigrants, dont des Malais d'origine cinghalaise, thaïlandaise et eurasienne. Presque tous les bouddhistes de Malaisie vivent dans des zones urbaines, puisqu'ils sont pour la plupart engagés dans les affaires ou employés dans diverses professions.
Récemment, un certain nombre de dirigeants bouddhistes malaisiens ont réagi au déclin de la participation religieuse des enfants des familles bouddhistes et ont tenté de reformuler leur message pour aborder la vie moderne plus directement. Les groupes impliqués dans ces efforts d'éducation comprennent la Société missionnaire bouddhiste. Les dirigeants de la Société missionnaire ont fait valoir que, tandis que de nombreux jeunes instruits recherchent une approche intellectuelle du bouddhisme, un nombre tout aussi important de personnes préfèrent aborder la religion par la tradition de la cérémonie et du symbolisme. En réponse à ces besoins, des pratiques religieuses sont pratiquées, mais d'une manière simple et digne, éliminant ce qui peut être considéré comme de la superstition. Des efforts sont faits pour expliquer pourquoi les sutras sont chantés, les lampes allumées, les fleurs offertes, etc.

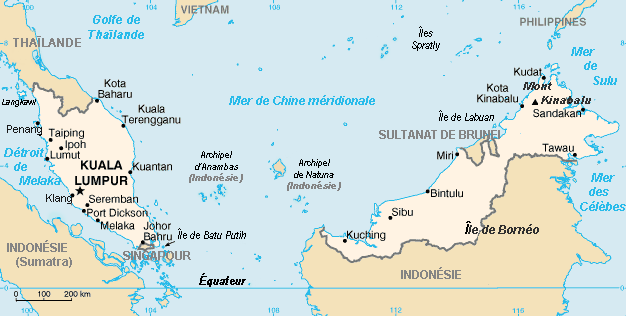
Carte de la Malaisie - 25 décembre 2004.

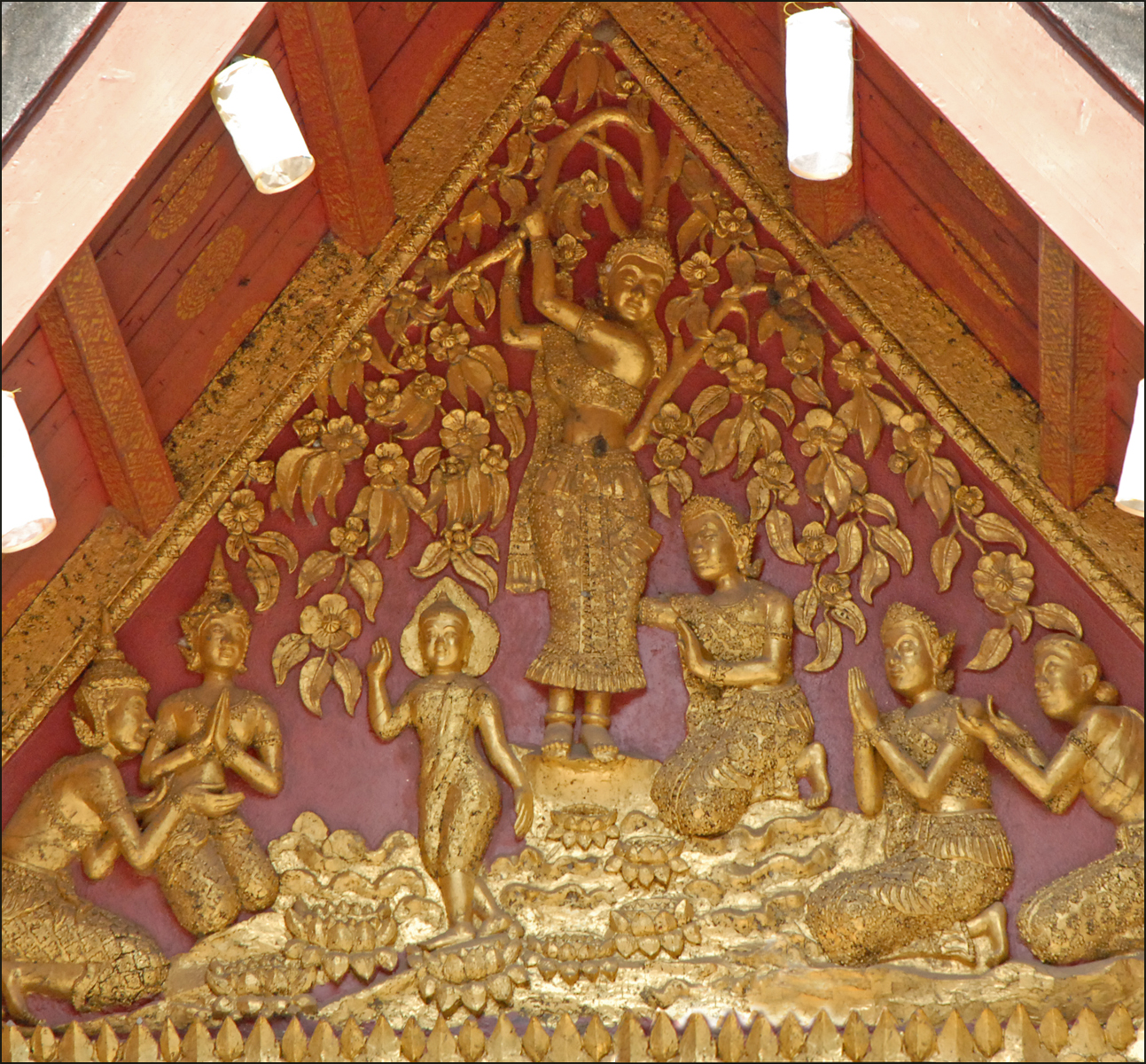
La naissance de Siddartha (Vat Mai, Luang Prabang).

En tant que religion sans tête suprême pour diriger son développement, le bouddhisme est pratiqué sous diverses formes qui, bien que rarement en conflit ouvert, peuvent parfois mener à la confusion chez les bouddhistes. En Malaisie, des initiatives œcuméniques ont été prises pour coordonner les activités de différents types de bouddhistes. Un exemple en est la formation du Comité conjoint de célébration du Wesak des temples de Kuala Lumpur et de Selangor, qui coordonne la célébration du Wesak, une fête commémorant la naissance du Bouddha. Une initiative a également commencé à former un Conseil bouddhiste malaisien, représentant les différentes sectes du bouddhisme dans le pays pour étendre le travail de développement du bouddhisme, en particulier en donnant une pertinence contemporaine à la pratique de la religion, ainsi que pour promouvoir la solidarité entre bouddhistes en général.
En 2013, une vidéo d'un groupe de pratiquants bouddhistes de Singapour menant des cérémonies religieuses dans un surau était devenue virale sur Facebook. La police malaisienne a arrêté un propriétaire d'une station balnéaire après avoir autorisé 13 bouddhistes à utiliser une salle de prière musulmane (surau) pour leur méditation à Kota Tinggi, Johor. L'incident a été désapprouvé par les musulmans de Malaisie. C'est aussi devenu un sujet d'actualité dans les médias sociaux. À la suite du 28 août 2013, la salle de prière controversée a été démolie par la direction de la station dans les 21 jours suivant la date de réception de l'avis après de nombreuses protestations des habitants de Kota Tinggi,. À l'époque, Syed Ahmad Salim, le propriétaire du centre de villégiature a expliqué qu'il avait permis au groupe de bouddhistes d'utiliser le surau pour une séance de méditation car il ne savait pas que c'était une infraction.

## Répartition des Bouddhistes
Selon le recensement de 2010, 5 620 483 personnes, soit 19,8 % de la population, s'identifient comme bouddhistes. La plupart des Malaisiens chinois suivent une combinaison de bouddhisme, de taoïsme, de confucianisme et de culte des ancêtres mais, lorsqu'on leur demande de préciser leur religion, ils s'identifieront comme bouddhistes. En conséquence, 83,6 % de tous les Chinois de Malaisie s'auto-identifiant comme bouddhistes. (Renseignements recueillis dans le cadre du recensement d'après la réponse du répondant et ne faisant référence à aucun document officiel.)

### Par genre et par groupe ethnique
| Genre                 | Population bouddhiste totale en 2010 | Citoyens malaisiens bouddhistes | Citoyens malaisiens bouddhistes | Citoyens malaisiens bouddhistes | Citoyens malaisiens bouddhistes | Citoyens malaisiens bouddhistes | Bouddhistes Non-Malaisiens |
| Genre                 | Population bouddhiste totale en 2010 | Bouddhistes Bumiputera          | Bouddhistes Bumiputera          | Bouddhistes Non-Bumiputera      | Bouddhistes Non-Bumiputera      | Bouddhistes Non-Bumiputera      | Bouddhistes Non-Malaisiens |
| Genre                 | Population bouddhiste totale en 2010 | Bouddhistes malais              | Autre bouddhistes Bumiputera    | Bouddhistes chinois             | Bouddhistes indiens             | Autres bouddhistes              | Bouddhistes Non-Malaisiens |
| --------------------- | ------------------------------------ | ------------------------------- | ------------------------------- | ------------------------------- | ------------------------------- | ------------------------------- | -------------------------- |
| À l'échelle nationale | 5 620 483                            | 0                               | 33 663                          | 5 341 687                       | 32 441                          | 51 274                          | 161 418                    |
| Homme                 | 2 903 709                            | 0                               | 16 611                          | 2 759 151                       | 16 888                          | 25 429                          | 91 630                     |
| Femme                 | 2 716 774                            | 0                               | 17 052                          | 2 588 536                       | 15 553                          | 25 845                          | 69 788                     |

### Par États
| État               | Population bouddhiste totale en 2010 | % de la population par État |
| ------------------ | ------------------------------------ | --------------------------- |
| Johor              | 989 316                              | 29,5 %                      |
| Kedah              | 275 632                              | 14,2 %                      |
| Kelantan           | 57 792                               | 3,8 %                       |
| Melaka             | 198 669                              | 24,2 %                      |
| Negeri Sembilan    | 216 325                              | 21,2 %                      |
| Pahang             | 215 815                              | 14,4 %                      |
| Penang             | 556 293                              | 35,6 %                      |
| Perak              | 597 870                              | 25,4 %                      |
| Perlis             | 22 980                               | 9,9 %                       |
| Selangor           | 1 330 989                            | 24,4 %                      |
| Terengganu         | 25 653                               | 2,5 %                       |
| Sarawak            | 332 883                              | 13.5%                       |
| Sabah              | 194 428                              | 6,1 %                       |
| F. T. Kuala Lumpur | 597 770                              | 35,7 %                      |
| F. T. Labuan       | 7 795                                | 9,0 %                       |
| F. T. Putrajaya    | 273                                  | 0,4 %                       |

## Personnalités importantes

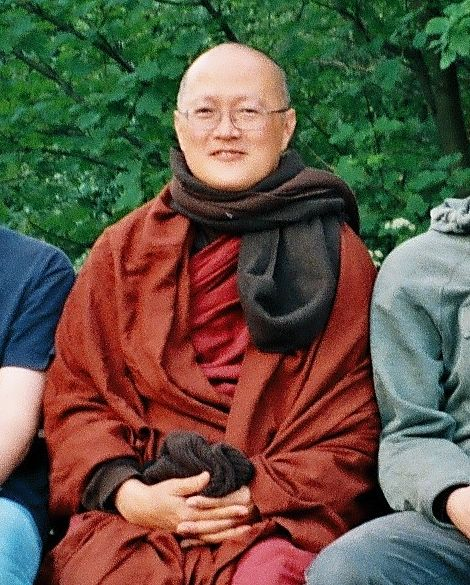
Sujiva

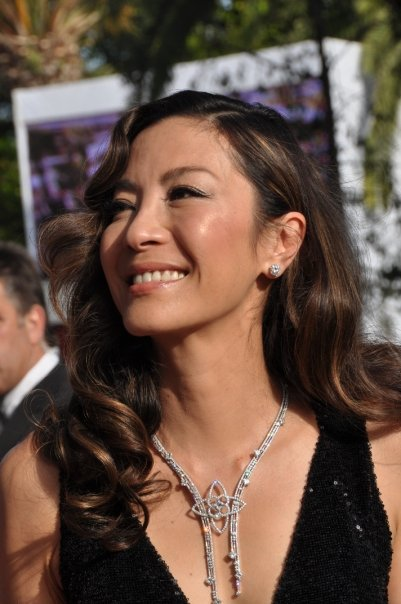
Michelle Yeoh
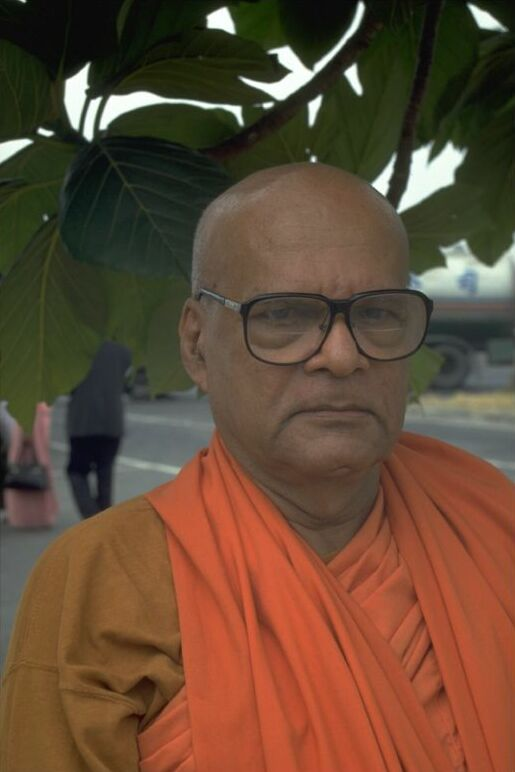
K. Sri Dhammananda (en)
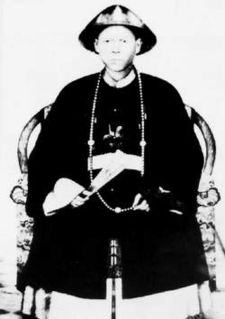
Yap Ah Loy (en)
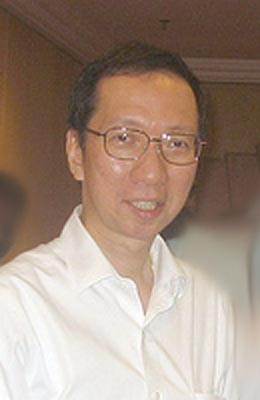
Koh Tsu Koon (en)

- Sujiva (en)

## À voir aussi
- Vallée de Bujang, ancienne civilisation Bouddhiste/ Hindouiste basée à Kedah
- Malaisie Vajrayana (en)
- Hindouisme en Malaisie (en)
- Jaïnisme dans l'Asie du sud (en)
- Hindouisme dans l'Asie du Sud (en)
- Chi Chern (en)